# Flecktarn

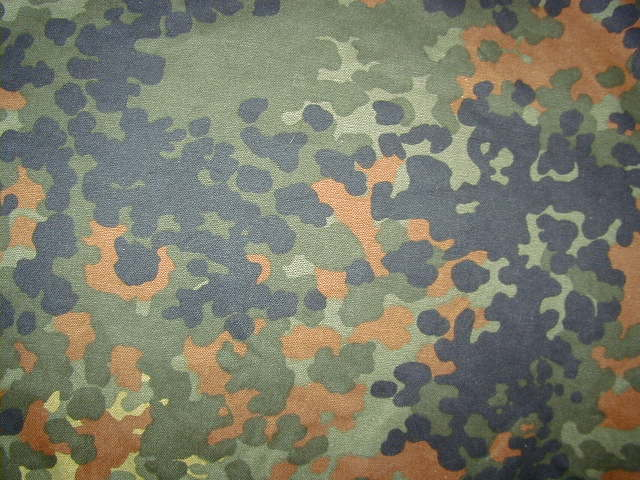
Flecktarn

Flecktarn (również znany jako Flecktarnmuster lub Fleckentarn) – 3-, 4-, 5- lub 6-kolorowy kamuflaż, najbardziej znanym jednak jest 5 kolorowy, zawiera ciemny zielony, jasny zielony, czarny, czerwono-brązowy oraz zielony-brązowy, lub piaskowy, w zależności od producenta. Użycie plamek tworzy „rozpraszający” efekt, zacierając ostre krawędzie pomiędzy różnymi kolorami w podobny sposób jak najnowsze kamuflaże cyfrowe. Kamuflaż został stworzony do używania w terenach leśnych. Został również zaadaptowany do terenów pustynnych, zmieniając kolory.

## Historia
Armia Niemiecka rozpoczęła eksperymenty z kamuflażami tego rodzaju już podczas II wojny światowej. Jednostki Waffen-SS używały podobnych kamuflaży od 1935 roku. Wiele z nich zostało zaprojektowanych przez Prof. Johanna Georga Otto Schicka.
- Platanenmuster (1937–1942) – wiosenno/letnie oraz jesienno/zimowe warianty
- Rauchtarnmuster (1939–1944) – wiosenno/letnie oraz jesienno/zimowe warianty
- Palmenmuster (1941–?) – wiosenno/jesienne warianty
- Beringtes Eichenlaubmuster (1942–1945)
- Eichenlaubmuster (1943–1945) – wiosenno/letnie oraz jesienno/zimowe warianty
- Erbsenmuster (1944–1945) – oryginalnie stworzony do przejęcia miejsca standardowego kamuflażu SS
- Leibermuster (1945)

## Użytkownicy
- Albania
- Armenia
- Belgia
- Indie
- Chińska Republika Ludowa
- Demokratyczna Republika Kongo
- Dania[1]
- Francja
- Japonia
- Gruzja
- Niemcy
- Kosowo
- Kirgistan
- Polska
- Rosja[2]
- Ukraina[3]